# Paruma
Paruma – stratowulkan leżący na granicy Boliwii i Chile. Na zachód od niego leży wulkan Olca, a starszy wulkan Cerro Paruma leży na wschód. Ostatnio wulkan ten był aktywny w latach 1865–1867.